# جين ماغواير
جين ماغواير (بالإنجليزية: Gene McGuire)‏ هو لاعب كرة قدم أمريكية أمريكي، ولد في 17 يوليو 1970 في فورت ديكس ‏ في الولايات المتحدة.

## وصلات خارجية
- جين ماغواير على موقع مرجع كرة القدم المحترفة.كوم (الإنجليزية)